# Gran robatori d'or de 1855
El gran robatori d'or va tenir lloc en la nit del 15 de maig de 1855 mentre tres bancs londinencs transportaven lingots i peces d'or des de l'estació de London Bridge cap a París via el South Eastern Railway. En total 91 quilos d'or, d'un valor de 12.000 £ (l'equivalent d'entre 2,6 i 4 milions de lliures al començament del segle XXI) van ser robats entre Londres i Folkestone, on havien de ser embarcats en un vaixell per fer cap, a través de la Mànega al port de Boulogne-sur-Mer.
La banda responsable del robatori va ser desmantellada a conseqüència de la detenció d'Edward Agar i d'un dels seus còmplices mentre intentaven fer passar un fals xec, cosa que va permetre arribar fins a William Pierce amb qui Agar havia muntat l'operació.
Aquesta història va inspirar lliurement la novel·la The Great Train Robbery de Michael Crichton, apareguda l'any 1975, i la pel·lícula, The First Great Train Robber (1979).